# Azerbeidzjan op het Eurovisiesongfestival 2009
Azerbeidzjan nam deel aan het Eurovisiesongfestival 2009, gehouden in Moskou, Rusland. Het was de tweede deelname van het land op het festival.

## Selectie
In tegenstelling tot 2008 had de Azerbeidzjaanse omroep in 2009 niet genoeg geschikte kandidaten gevonden om een nationale finale op te zetten en zodoende besloot de omroep om een kandidaat intern te kiezen. Zangeres Aysel Teymurzadə maakte de meeste indruk bij de audities en werd in eerste instantie gekozen als kandidaat. Ze had op dat moment echter nog geen nummer, dus werd er nog een voor haar worden gezocht. De uiteindelijk gekozen compositie werd geschreven door een team van Zweedse en Griekse componisten, waaronder de Zweeds-Iraanse zanger Arash. Later werd besloten dat hij ook het podium op zou gaan wat de inzending getiteld Always een duet maakte.

## In Moskou
In de tweede halve finale trad Azerbeidzjan als twaalfde van negentien landen aan. Het duo haalde een tweede plaats in de halve finale; genoeg om door te stromen naar de finale. In de finale trad Azerbeidzjan aan als elfde. In de einduitslag eindigde het land als derde met 207 punten.

### Gekregen punten

#### Halve finale 2
| 12 punten                                                       | 10 punten                                 | 8 punten                           | 7 punten               | 6 punten                                            |
| --------------------------------------------------------------- | ----------------------------------------- | ---------------------------------- | ---------------------- | --------------------------------------------------- |
| - Hongarije - Moldavië - Oekraïne - Polen - Rusland - Slowakije | - Cyprus - Estland - Frankrijk - Litouwen | - Denemarken - Letland - Nederland | - Griekenland - Spanje | - Ierland - Kroatië - Noorwegen - Servië - Slovenië |
| 5 punten                                                        | 4 punten                                  | 3 punten                           | 2 punten               | 1 punt                                              |
|                                                                 |                                           |                                    |                        |                                                     |

#### Finale
| 12 punten  | 10 punten                                                                                    | 8 punten                                                       | 7 punten            | 6 punten                                 |
| ---------- | -------------------------------------------------------------------------------------------- | -------------------------------------------------------------- | ------------------- | ---------------------------------------- |
| - Turkije  | - Hongarije - Kroatië - Moldavië - Nederland - Noorwegen - Oekraïne - Tsjechië - Wit-Rusland | - Wit-Rusland - Cyprus - Denemarken - Griekenland - Zweden     | - Estland - Rusland | - Israël - Montenegro - Polen            |
| 5 punten   | 4 punten                                                                                     | 3 punten                                                       | 2 punten            | 1 punt                                   |
| - Litouwen | - Albanië - Letland - Roemenië - Servië - Slowakije                                          | - België - Bosnië en Herzegovina - Noord-Macedonië - Slowakije | - Finland           | - Armenië - Frankrijk - Malta - Slovenië |

| Jury punten finale | Jury punten finale                              | Jury punten finale   | Jury punten finale                      | Jury punten finale                                         |
| 12 punten          | 10 punten                                       | 8 punten             | 7 punten                                | 6 punten                                                   |
| ------------------ | ----------------------------------------------- | -------------------- | --------------------------------------- | ---------------------------------------------------------- |
| - Turkije          | - Kroatië - Moldavië - Noorwegen - Oekraïne     | - Hongarije - Zweden | - Nederland                             |                                                            |
| 5 punten           | 4 punten                                        | 3 punten             | 2 punten                                | 1 punt                                                     |
| - Wit-Rusland      | - Bulgarije - Cyprus - Denemarken - Griekenland | - Rusland - Spanje   | - Frankrijk - Ierland - Noord-Macedonië | - België - Estland - Noord-Macedonië - Verenigd Koninkrijk |

| Televoting punten finale         | Televoting punten finale                                | Televoting punten finale                                                                | Televoting punten finale                  | Televoting punten finale                                                  |
| 12 punten                        | 10 punten                                               | 8 punten                                                                                | 7 punten                                  | 6 punten                                                                  |
| -------------------------------- | ------------------------------------------------------- | --------------------------------------------------------------------------------------- | ----------------------------------------- | ------------------------------------------------------------------------- |
| - Hongarije - Tsjechië - Turkije | - Moldavië - Polen - Rusland - Slowakije - Wit-Rusland  | - Cyprus - Estland - Griekenland - Israël - Litouwen - Montenegro - Oekraïne - Roemenië | - Albanië - Bulgarije - Kroatië - Letland | - België - Bosnië en Herzegovina - Nederland - Servië - Slovenië - Zweden |
| 5 punten                         | 4 punten                                                | 3 punten                                                                                | 2 punten                                  | 1 punt                                                                    |
| - Denemarken - Finland           | - Duitsland - IJsland - Noorwegen - Verenigd Koninkrijk | - Armenië - Frankrijk - Noord-Macedonië - Malta                                         |                                           | - Portugal                                                                |

### Punten gegeven door Azerbeidzjan

#### Halve finale 2
Punten gegeven in de halve finale:
| 12 punten | Noorwegen   |
| 10 punten | Oekraïne    |
| 8 punten  | Hongarije   |
| 7 punten  | Moldavië    |
| 6 punten  | Litouwen    |
| 5 punten  | Albanië     |
| 4 punten  | Griekenland |
| 3 punten  | Estland     |
| 2 punten  | Denemarken  |
| 1 punt    | Polen       |

#### Finale
Punten gegeven in de finale:
| 12 punten | Turkije               |
| 10 punten | Oekraïne              |
| 8 punten  | Noorwegen             |
| 7 punten  | Moldavië              |
| 6 punten  | Rusland               |
| 5 punten  | Kroatië               |
| 4 punten  | Estland               |
| 3 punten  | Roemenië              |
| 2 punten  | Bosnië en Herzegovina |
| 1 punt    | Litouwen              |

| 12 punten | Turkije               |
| 10 punten | Oekraïne              |
| 8 punten  | Kroatië               |
| 7 punten  | Moldavië              |
| 6 punten  | Roemenië              |
| 5 punten  | Bosnië en Herzegovina |
| 4 punten  | Noorwegen             |
| 3 punten  | Rusland               |
| 2 punten  | Verenigd Koninkrijk   |
| 1 punt    | Malta                 |

| 12 punten | Turkije             |
| 10 punten | Noorwegen           |
| 8 punten  | Oekraïne            |
| 7 punten  | Rusland             |
| 6 punten  | Estland             |
| 5 punten  | Moldavië            |
| 4 punten  | Litouwen            |
| 3 punten  | Albanië             |
| 2 punten  | Griekenland         |
| 1 punt    | Verenigd Koninkrijk |

2008 · 2009 · 2010 · 2011 · 2012 · 2013 · 2014 · 2015 · 2016 · 2017 · 2018 · 2019 · 2020 · 2021 · 2022 · 2023 · 2024 · 2025